# Kolbotn Station
Kolbotn Station (Kolbotn stasjon) er en norsk jernbanestation på Østfoldbanen i Oppegård kommune i Akershus fylke. Stationen består af tre spor, to perroner og en stationsbygning i gulmalet træ, der er opført efter tegninger af Harald Kaas. Stationen ligger 101,3 m.o.h., 12,86 km fra Oslo S. Den betjenes af NSB's lokaltog mellem Stabekk og Ski og lokaltog mellem Skøyen og Mysen/Rakkestad.
Stationen åbnede 1. juni 1895 som holdepladsen Kullebunden, 10. oktober 1910 blev den opgraderet til station, og 1. september  1922 fik den sit nuværende navn. Stationen blev fjernstyret 27. juni 1988.